# Ulla Fix
Ulla Fix (* 14. August 1942 in Arnstadt) ist eine deutsche Sprachwissenschaftlerin. Sie ist emeritierte Professorin für deutsche Sprache der Gegenwart der Universität Leipzig.
Ulla Fix studierte nach ihrer Reifeprüfung 1961 in Arnstadt bis 1968 Germanistik und Anglistik an der Universität Leipzig. Anschließend arbeitete sie dort als wissenschaftliche Assistentin und promovierte 1971 mit der Arbeit „Zum Verhältnis von Syntax und Semantik im Wortgruppenlexem“ bei Wolfgang Fleischer.
Im Jahr 1978 wurde sie Wissenschaftliche Oberassistentin in Leipzig. Nach Gastaufenthalten als Lektorin in Bagdad und Helsinki arbeitete sie an der Martin-Luther-Universität Halle-Wittenberg. Dort habilitierte sie 1988 mit der Arbeit „Kommunikativ adäquat – stilistisch adäquat. Zu Problemen, Kategorien und Kriterien der Redebewertung“.
1992 wurde sie zur ordentlichen Professorin für deutsche Sprache der Gegenwart an der Universität Leipzig berufen.
Im Jahr 2007 wurde sie emeritiert.
Schwerpunkte ihrer Arbeit sind u. a. „Deutsche Sprache der Gegenwart“, Textlinguistik, Stilistik, Semiotik, Sprache in der Politik (Schwerpunkt DDR), Sprache und Schöne Literatur, Stil und Denkstil, Leichte Sprache. Von ihr stammen zahlreiche Fachbuchveröffentlichungen.

## Mitgliedschaften in Gremien
- 1994–2002 Mitglied des Beirats der Gesellschaft für Angewandte Linguistik

- 2002–2006 Mitglied des Vorstands der Gesellschaft für Angewandte Linguistik

- 1996–2005 Mitglied des Beirats „Germanistik“ beim DAAD

- 2002–2008 Mitglied des Wissenschaftlichen Beirats am Institut für deutsche Sprache Mannheim

- 2008–2016 Mitglied des Internationalen Wissenschaftlichen Rates beim Institut für deutsche Sprache

## Mitgliedschaften in Redaktionskollegien
- 1994–2013 Mitherausgeberin des Referatenorgans GERMANISTIK Niemeyer/de Gruyter

- 2011–2013 Vorsitzende des Trägervereins GERMANISTIK e. V.

- 2004–2008 Mitherausgeberin der Zeitschrift für Angewandte Linguistik. Gesellschaft für Angewandte Linguistik

- seit 2007 Mitglied des Advisory Board des „Journal of Literary Theory“

- 2003–2008 Mitherausgeberin der Zeitschrift „Deutsche Sprache“. Zeitschrift für Theorie, Praxis und Dokumentation. Institut für deutsche Sprache Mannheim

- Mitherausgeberin der Reihe „Leipziger Arbeiten zur Sprach- und Kommunikationsgeschichte“. Peter Lang. Frankfurt am Main/Berlin/Bern (beendet)

- Mitherausgeberin der Reihe „Leipziger Skripten“. Einführungs- und Übungsbücher. Peter Lang. Frankfurt am Main/Berlin/Bern (beendet)

- Mitherausgeberin des Handbuches „Rhetorik und Stilistik“ in der Reihe „Handbücher zur Sprach- und Kommunikationswissenschaft“. Verlag de Gruyter. Berlin/New York. 2009

- aktuell: Mitherausgeberin der Reihe „Kommunikation - Partizipation - Inklusion“. Frank & Timme. Berlin.

## Veröffentlichungen (Auswahl)
- (mit Marianne Schröder): Allgemeinwortschatz der DDR-Bürger. Nach Sachgruppen geordnet und linguistisch kommentiert (= Sprache - Literatur und Geschichte, Bd. 14). Winter, Heidelberg 1997, ISBN 3-8253-0466-3.

- (mit Dagmar Barth): Sprachbiographien. Sprache und Sprachgebrauch vor und nach der Wende von 1989 im Erinnern und Erleben von Zeitzeugen aus der DDR. Inhalte und Analysen narrativ-diskursiver Interviews (= Leipziger Arbeiten zur Sprach- und Kommunikationsgeschichte, Bd. 7). Lang, Frankfurt/M. 2000, ISBN 3-631-33208-4.
- (mit Hannelore Poethe u.Gabriele Yos): Textlinguistik und Stilistik für Einsteiger. Ein Lehr- und Arbeitsbuch (= Leipziger Skripten, Bd. 1). Lang, Frankfurt/M. 2001, ISBN 3-631-38162-X (3. Aufl. 2003, ISBN 3-631-51829-3).
- Stil - ein sprachliches und soziales Phänomen. Beiträge zur Stilistik (= Sprachwissenschaft, Bd. 3). Frank & Timme, Berlin 2007, ISBN 3-86596-138-X.
- Texte und Textsorten. Sprachliche, kommunikative und kulturelle Phänomene (= Sprachwissenschaft, Bd. 5). Frank & Timme, Berlin 2008, ISBN 3-86596-179-7 (2. Aufl. 2011).
- Sprache, Sprachgebrauch und Diskurse in der DDR. Ausgewählte Aufsätze (= Sprachwissenschaft, Bd. 15). Frank & Timme, Berlin 2014, ISBN 3-86596-549-0.
- Stil - Denkstil - Text - Diskurs. Die Phänomene und ihre Zusammenhänge (= Sprachwissenschaft, Bd. 51). Frank & Timme, Berlin 2021, ISBN 978-3-7329-0754-0.
- Sprachwissenschaftlerin zwischen Ost und West. Erlebnisse, Überlegungen, Erfahrungen (= ZeitZeugnis, Bd. 7). Frank & Timme, Berlin 2022, ISBN 978-3-7329-0756-4.
- Macht und Widerständigkeit durch Sprache (= Sprachwissenschaft, Bd. 56). Frank & Timme, Berlin 2022, ISBN 978-3-7329-0768-7.

Festschriften
- Irmhild Barz u. a. (Hrsg.): Sprachstil - Zugänge und Anwendungen. Ulla Fix zum 60. Geburtstag (= Sprache - Literatur und Geschichte, Bd. 25). Winter, Heidelberg 2003, ISBN 3-8253-1481-2.
- Bettina M. Bock u. a. (Hrsg.): Grenzgänge. Eine Spritztour durch Text-, Stil- und Zeichengefilde. Festschrift für Ulla Fix. Frank & Timme, Berlin 2022, ISBN 978-3-7329-0844-8.